# Rentières
Rentières település Franciaországban, Puy-de-Dôme megyében. Lakosainak száma 102 fő (2022. január 1.). Rentières Ardes, Augnat, La Chapelle-Marcousse, Madriat, Mazoires és Saint-Hérent községekkel határos.

## Népesség
A település népessége az elmúlt években az alábbi módon változott:
| Lakosok száma | 111  | 116  | 117  | 113  | 108  | 103  | 102  | 101  | 102  |
|               | 2013 | 2015 | 2016 | 2017 | 2018 | 2019 | 2020 | 2021 | 2022 |